# Collesano
Collesano est une commune italienne d'environ 4 100 habitants située dans la province de Palerme, dans la région Sicile.

## Géographie
La commune est située sur le territoire du parc naturel régional des Madonie.

## Administration
| Période                                  | Période  | Identité       | Étiquette       | Qualité |
| ---------------------------------------- | -------- | -------------- | --------------- | ------- |
| 2023                                     | en cours | Tiziana Cascio | Siamo Collesano |         |
| Les données manquantes sont à compléter. |          |                |                 |         |

### Communes limitrophes
Campofelice di Roccella, Cerda, Gratteri, Isnello, Lascari, Scillato, Termini Imerese